# Museo Egipcio de Barcelona

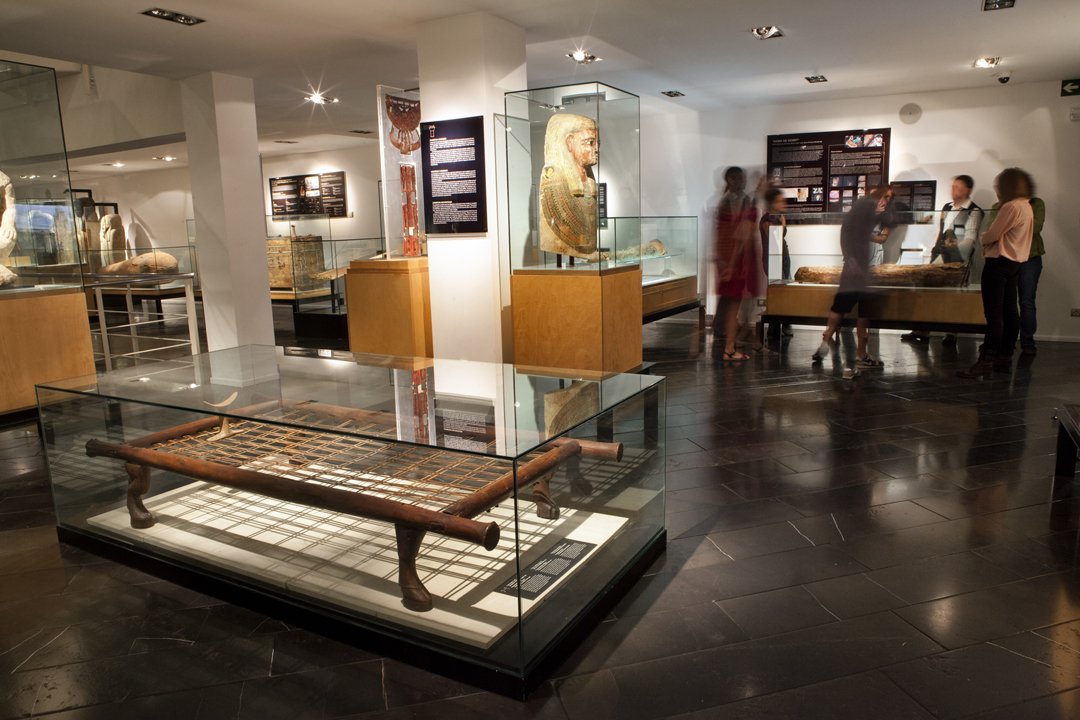
Interior Museo Egipcio de Barcelona colección permanente planta 1

El Museo Egipcio de Barcelona es una institución de interés cultural y educativo que pertenece a la Fundación Arqueológica Clos, una entidad privada y sin ánimo de lucro que consigue autofinanciarse mediante múltiples actividades culturales generadas alrededor de la Colección de Arqueología Egipcia y de la Biblioteca Jordi Clos.
La Fundación actúa como elemento dinamizador del museo; de hecho, ambos son indisociables para obtener unos buenos resultados en términos económicos y en número de visitantes.
El museo, además, fue el primero de temática faraónica inaugurado en España y sus más de 1100 piezas, sus constantes exposiciones temporales y su fondo bibliográfico especializado, lo convierten en un referente dentro del ámbito de la arqueología egipcia.
Del mismo modo, es interesante resaltar sus atractivas iniciativas de divulgación general. Un ejemplo de ello son las visitas nocturnas dramatizadas, los cursos de formación para todas las edades, los talleres infantiles y juveniles, las expediciones culturales, las misiones arqueológicas y los viajes a lugares de interés histórico universal.
El museo se encuentra situado en la calle Valencia y desde que abrió sus puertas por primera vez en 1994 está a disposición del público 362 días al año.

## Historia del Museo
El nacimiento y recorrido del Museo Egipcio de Barcelona está íntegramente ligado a la figura del señor Jordi Clos Llombart (Barcelona, 1950), presidente de la cadena hotelera Derby Hotels Collection. Jordi Clos ha sabido compaginar su pasión por el antiguo Egipto, con su actividad empresarial en el mundo de la hostelería; muestra de ello es que en 1992, decidiera exponer al público su colección de setenta piezas de Arqueología Egipcia en el Hotel Claris de Barcelona, convirtiéndose en la primera exposición permanente de arte egipcio de la ciudad.
A partir de ese momento, y viendo la gran acogida e interés que despertaba la cultura faraónica, creó –ese mismo año- la Fundación Arqueológica Clos con recursos totalmente privados. Dos años después, el 23 de marzo de 1994, el Museo Egipcio de Barcelona abría sus puertas con sede en la Rambla de Cataluña, convirtiéndose en el primer museo monográfico de temática faraónica en España. En sus instalaciones se exponían al público 300 obras pertenecientes fundamentalmente a temáticas del mundo funerario y de las creencias religiosas.
En 1994 y en colaboración con el Griffith Institute de la Universidad de Oxford, se creó la exposición “Tutankhamon, imatges d’ un tresor sota el desert egipci” (Tutankamon, imágenes de un tesoro bajo el desierto egipcio), que tuvo una excelente acogida por parte del público. De esos años también datan la organización de expediciones culturales y la aparición de visitas guiadas y talleres para las escuelas, con la intención de transmitir a los más pequeños la pasión por el antiguo Egipto.
Sin embargo, poco a poco las instalaciones del Museo fueron quedándose pequeñas. La colección crecía rápidamente y el número de visitantes desbordaba las salas. Por este motivo fue necesario su traslado a una nueva sede en el año 2000. Esta medida permitió multiplicar los espacios expositivos y conseguir que los visitantes pudieran disfrutar de un mayor número de piezas, las cuales, hasta entonces, no habían estado expuestas en el museo.

## El Museo en la actualidad
La nueva ubicación, situada en la calle de Valencia n.º 284, no sólo supuso un cambio de localización, sino que permitió la mejora de las instalaciones, la ampliación del espacio expositivo y la multiplicación por tres de las piezas exhibidas. Así, el recorrido temático pudo llegar a abarcar las facetas más relevantes de la civilización egipcia, albergando con holgura exposiciones de carácter temporal y aumentando el número y la variedad de propuestas culturales.

### Instalaciones
Las instalaciones actuales cuentan con más de 2000 m² disponibles al público durante 362 días al año y distribuidos en tres plantas- dos de ellas alojan la colección permanente y una tercera se halla reservada exclusivamente a las exposiciones temporales-; tres aulas de formación equipadas con tecnología informática y la Biblioteca, con más de 10 000 documentos.
Además, el museo está adaptado para las personas discapacitadas, ya que todos los ambientes se encuentran comunicados mediante un ascensor y se han eliminado las barreras físicas que dificultan el acceso y la circulación.

### Visitas
Hay dos tipos de visitas guiadas: Las que se hacen durante todo el año y, por tanto, es necesario concertarlas previamente; y las visitas de los sábados, las cuales son gratuitas con el precio de la entrada. En ambas se cuenta con la presencia de egiptólogos profesionales que acompañan a los visitantes a lo largo de las instalaciones para garantizar que los conocimientos transmitidos sean de calidad.
Así mismo, también existen visitas nocturnas las noches de los viernes o los sábados bajo reserva previa. Se trata de una forma original de visitar el museo, de un modo más relajado y lúdico. Una de las propuestas más solicitadas es “El Banquete Eterno” (realizada en verano); consiste en una visita guiada centrada en el arte culinario de la Tierra del Nilo, terminando la actividad con una degustación gastronómica en la terraza del museo.
Algunas de estas visitas nocturnas incluyen, además de las explicaciones del guía, escenas dramatizadas por actores de la compañía de teatro amateur Philae Theatrum.

## Colección permanente
El Museo Egipcio de Barcelona posee una colección permanente formada por más de 1100 obras del Antiguo Egipto, a través de las cuales el público puede aproximarse a la vida y a las costumbres de una de las civilizaciones más fascinantes de la Historia de la Humanidad.
Obras de gran belleza artística y calidad técnica que se encuentran agrupadas en varios ámbitos temáticos para facilitar la comprensión desde el punto de vista formativo y didáctico.

### El Faraón
El Faraón era un personaje de gran poder en el estado egipcio; gobernaba y dirigía el país, por lo que se encontraba en el grado más alto de la pirámide social: era el garante del orden cósmico.
Algunas piezas destacadas en este ámbito son:
- La estatua del faraón Ramsés III[3] (1194-1163 a. C.): En esta bella estatua, Ramsés III sostiene un estandarte divino, que pudo estar rematado con la representación del carnero de Amón. Los textos jeroglíficos muestran los diferentes nombres del rey.

- La cabeza de estatua del faraón Nectanebo I[4] (380-362 a. C.): Nectanebo I fue el fundador de la Dinastía XXX, última dinastía nativa. Egipto no volverá a gozar de una situación de independencia, con líderes autóctonos, hasta el siglo XX. La identificación con Nectánebo se basa en la comparación con estatuas que conservan el nombre de este faraón.

- El ushebti de Senkamanisken (643-623 a. C.): Tras el abandono de Egipto por los faraones de la Dinastía XXV, sus descendientes siguieron gobernando en Nubia. En la pirámide de Senkamanisken (Nuri), se hallaron más de mil ushebtis del monarca.

- La Estela de Donación en la que aparece Cleopatra VII[5] (51-30 a. C.): La reina y el rey realizan ofrendas a las divinidades Heka y Sejmet. A partir del estudio realizado por el doctor Jean Yoyotte, la reina ha sido identificada con Cleopatra VII y el rey como Ptolomeo XIII o Ptolomeo XIV.

### Cargos y personajes privados
Egipto representa uno de los modelos de estado más antiguos de la humanidad: centralizado en la figura del faraón y rodeado de un gran número de funcionarios; muchos de ellos los podemos conocer gracias, en parte, a piezas como las que se encuentra en esta colección.
Algunos ejemplos destacados:
- La estatua cubo de Huy[6] (1307-1196 a. C.): Bella y completa representación de Huy, del cual desconocemos sus títulos, si es que los tuvo. Se trata de una pieza muy emotiva, ya que los textos jeroglíficos con la expresiva frase «…de su hijo, que hace vivir su nombre…», que fue dedicada por un hijo (el escriba Huy) a su difunto padre. Del mismo modo, sobre la pieza aparece el nombre de otro hijo, el escriba Iny.

- La estatua del vigilante de la sala e inspector de los jardines de Amón[7] (1550-1307 a. C.): El personaje, arrodillado, sostiene una estela con un himno dirigido a Re-Haractes. Tras él, otra estela contiene un himno dirigido a Osiris y a Amón. Este tipo de estatuas se encontraban en el interior de un nicho horadado sobre la puerta de las tumbas privadas tebanas.

- El cartonaje perteneciente a la Dama de la Casa Dyed-Montu-iues-anj[8] (945-715 a. C.): Desde el Imperio Medio, el título de Dama de la Casa fue uno de los más comunes para referirse a las mujeres de la élite. En las casas nobles, la Dama de la Casa era la responsable de la mayor parte de las actividades domésticas, como la fabricación del pan y cerveza, la cocina, el tejido, el almacenamiento de grano, el cuidado de los animales y la producción artesanal. En el cartonaje aparecen representadas numerosas divinidades protectoras, así como los textos jeroglíficos que enuncia una característica fórmula de petición de ofrendas y proporcionan el nombre de la señora y el de su esposo.

- El grupo escultórico integrado por tres personajes masculinos[9] (715-332 a. C.): Se trata de un buen ejemplo de estatua tardía en la que se han aplicado elementos estilísticos de épocas anteriores. A pesar de los textos jeroglíficos redactados en la parte posterior y en uno de los laterales, su estado de conservación no permite identificar a los personajes.

### La Joyería
En actividades creativas como la joyería, los egipcios lograron alcanzar niveles inimaginables, siendo sus productos las muestras más evidentes de una sofisticada cultura y de un dominio ejemplar de las diversas técnicas utilizadas.
	En el museo se pueden contemplar algunos ejemplos como:
- La cabeza en oro del dios Osiris[10] (715-332 a. C.): oro, plata y electrum fueron los metales predilectos para la fabricación de joyas. El oro, con su brillo e incorruptibilidad, se relacionaba con el sol y con el concepto de inmortalidad (así, la carne de los dioses era de oro). La plata se relacionó con la luna; de plata eran también los huesos de los dioses. El electrum, en estado natural o producido artificialmente, es un compuesto de oro y plata, por lo que asumió las funciones simbólicas de ambos.

- El anillo de oro perteneciente a un personaje llamado Sa-Neith[11] (664-525 a. C.): Se trata de una pieza sumamente singular, de la que no existen más de media docena en todo el mundo (en cuanto a tamaño y calidad de ejecución). Los títulos de Sa-Neith son los siguientes: 'Profeta y padre divino', 'Director de las capillas (de la diosa Neith)', 'Sacerdote de Horus', 'Aquel cuyas dos diademas son grandes', 'Sacerdote wen-ra de Ptah, que le ama', 'Señor de la ciudad de Letópolis (en el delta; posiblemente la ciudad de origen del propietario del anillo).

- Pectoral de esteatita[12] (1550-1070 a. C.): piezas como esta podían substituir al escarabajo del corazón, asumiendo la función de propiciar un juicio justo para el alma de su propietario. El escarabajo pelotero fue uno de los animales que aporto mayor simbología a la cultura egipcia. Se asoció al sol y fue considerado como un símbolo de regeneración o de autocreación.

### El trabajo de la piedra y la cerámica
Ya desde el Periodo Predinástico, el tratamiento de la piedra y la cerámica alcanzó un nivel técnico y estético muy alto, escasamente superado durante la época faraónica. Fue en las creaciones en piedras de todo tipo donde los egipcios aprendieron y practicaron las técnicas de trabajo que aplicaron a gran escala en sus obras escultóricas y arquitectónicas. Se puede afirmar que las producciones en piedra figuran como la vajilla de lujo por excelencia, relegando la cerámica a un papel secundario.
	Cabe destacar:
- El recipiente de alabastro (2465-2150 a. C.).

- El cuenco de granodiorita (2920-2575 a. C.).

### Cosmética y erotismo
La atención y el cuidado que los egipcios dedicaron a sus cuerpos se pone de manifiesto en el uso de gran cantidad de objetos y productos relacionados con la cosmética. Este sentido estético, destinado esencialmente a aumentar el atractivo de hombres y mujeres, no estaría exento de una cierta carga de erotismo.
A pesar de todo, las representaciones figuradas o los textos escritos de carácter erótico sexual no son comunes en el arte y la literatura egipcios, al menos de una forma demasiado directa. Por ejemplo:
- Un espejo con la representación de los dioses Osiris, Isis y Neftis[13] (715-332 a. C.): Los espejos egipcios tenían las superficies de metal, generalmente, cobre, bronce o plata. Por su forma y brillo, estaban asociados simbólicamente con el sol. Muchas de estas piezas eran entregadas a divinidades femeninas como objeto de culto.

- Un apoyacabezas de alabastro[14] (2040-1440 a. C.): Algunos objetos como el apoyacabezas resultan sorprendentes e, incluso, resulta complicado entender que se utilizaran como cojín para hacer más cómodo el descanso. Bajo la cabecera del apoyacabezas se puede apreciar la representación de dos manos abiertas para recibir entre ellas la cabeza.

- Un recipiente de kohol de madera, marfil y ébano[15] (1550-1307 a. C): Ungüentos, perfumes y pintura para ojos fueron productos ampliamente utilizados por los egipcios. Los papiros médicos enumeran largas listas de substancias destinadas a finalidades varias (eliminación del olor corporal, hidratación de la piel, tratamiento de arrugas y pecas, prevención de la caída del cabello…). El producto más extendido fue el kohol (en egipcio, mesdemet).

- Una cama de madera (2920-2649 a. C.): Además de ser un indicativo del nivel de confort con el que contaban las casas egipcias de la élite, la cama también fue utilizada como contexto relacionado con actividades sexuales. Muestra de ello son las figurillas femeninas yacentes sobre un lecho que a partir del Imperio Nuevo se incorporaron a las tumbas para propiciar la regeneración del difunto.

### Creencias y prácticas funerarias, el mito de Osiris y la momificación
Los egipcios consideraban que la muerte era solamente una interrupción temporal, ya que el ser humano tenía la posibilidad de vivir eternamente. Este privilegio, que en un principio afectaba únicamente a los miembros más importantes de la sociedad, poco a poco acabó por extenderse a todos los habitantes del país.
Desde el punto de vista ritual, la momificación del cuerpo era el proceso que condicionaba en mayor medida la posibilidad de la vida eterna. Del mismo modo, el individuo debía disponer de una tumba o casa de eternidad que acogiera su momia, el equipamiento necesario para su subsistencia y una zona de culto.
Vestigios de esta fascinante cultura pueden ser hallados en piezas tales como:
- Una momia romana de las denominadas retratos de El Fayum[16] (150-200 a. C.); Esta momia a la que se ha rebautizado como la 'Dama de Kemet', es una muestra tardía de una de las actividades más singulares practicadas por los egipcios. Sobre sus vendas se alude mediante representaciones divinas al ciclo de muerte-resurrección-continuidad de la vida, objetivo último que se pretende para ella.

- Una estatuilla de bronce de Isis y Osiris[17] (715-332 a. C.): Osiris, que fue asesinado por su hermano Set, recobró la vida gracias a su esposa Isis, resucitando en el mundo de los muertos. Horus, hijo de ambos, se convirtió en su heredero. La posibilidad de vida tras la muerte concretada en Osiris fue la base principal de las creencias religiosas y las prácticas funerarias.

- Una caja de madera utilizada como contenedor de vísceras[18] (302–30 a. C.): Ricamente decorada con escenas y motivos de tipo religioso entre los que destacan diversos amuletos (ojos udyat, pilar dyed, el nudo de Isis, el signo de la vida anj o el cetro uas). También pueden apreciarse una 'falsa puerta', una escena con la propietaria de la caja ante los cuatro hijos de Horus y otra con las diosas Isis y Neftis flanqueando el fetiche de Abido, símbolo del dios Osiris.

- Un ataúd y momia de halcón en madera[19] (715-332 a. C.): Al igual que los seres humanos, determinados animales también fueron momificados al ser considerados como manifestaciones terrenales de los dioses. Así, el gato era el animal sagrado de la diosa Bastis; el ibis, de Tot; el cocodrilo de Sucos, y el halcón, de Horus.

### Las dependencias funerarias
Las tumbas egipcias eran consideradas las casas de eternidad de los difuntos. Por tanto, las pirámides, las mastabas o las tumbas rupestres gozaron de gran importancia.
Piezas relacionadas con este ámbito son:
- El ataúd de madera estucada y pintada (715-332 a. C.): Por el tamaño y la ausencia de la barba postiza, podría tratarse del ataúd de un niño. Es de destacar la conservación de los elementos utilizados para el ensamblaje de las dos partes que componen la pieza así como la presencia de restos del vendaje de la momia.

- La parte superior de la cubierta del ataúd en caliza (664-525 a. C.): A partir del Imperio Nuevo se generalizó el uso del ataúd antropoide. Esta pieza fragmentaria muestra en un trabajo de gran calidad la parte correspondiente al rostro del difunto. El sexo masculino del personaje es deducible a partir de las sujeciones para la barba postiza.

- Una máscara funeraria[20] (Siglo I a. C.): La máscara funeraria cubría directamente la cabeza y el torso de la momia. Su función más destacada era la de facilitar la identificación del difunto a partir de la reproducción de sus rasgos faciales. Sobre ellas aparecen además diversos elementos ornamentales y divinidades protectoras.

- El ataúd del sacerdote Cnumhotep en madera[21] (1991-1783 a. C.): El ataúd de forma paralelepípeda es característico de los Imperios Antiguo y Medio y de las tumbas reales del Imperio Nuevo. Este ejemplar cuenta con textos jeroglíficos dirigidos a Osiris y Anubis que piden una completa dotación de ofrendas para el sacerdote Cnumhotep. Los ojos representados en uno de sus laterales permitían al difunto observar lo que ocurría en el mundo exterior.

### La capilla de culto
Al contrario que las cámaras sepulcrales, la zona de culto funerario de las tumbas egipcias era accesible para los allegados o los responsables de realizar las ofrendas necesarias para garantizar la subsistencia del difunto.
Estatuas de sustitución, estelas de “falsa puerta”, mesas de ofrendas y representaciones parietales de todo tipo, son algunos de los elementos más comunes que integran los espacios culturales.
El complejo universo del culto egipcio queda representado con piezas tales como:
- La estela-falsa puerta del escriba Sebekemheb[22] (1391-1353 a. C): La estela de 'falsa puerta' fue concebida como una vía de comunicación entre el mundo de los vivos y los muertos. Los ojos representados permiten al difunto ver lo que ocurre en el interior de la capilla de ofrendas y, si era necesario, podía salir del recóndito ámbito sepulcral. Las escenas de esta pieza muestran a Sebekemheb y a su esposa ante los dioses Osiris y Anubis. Bajo ellos, diversos familiares aportan ofrendas para los difuntos.

- La mesa de ofrendas perteneciente a Inpu[23] (1550-1070 a. C.): La mesa de ofrendas era colocada ante la estela falsa puerta a fin de que el difunto pudiera encontrar allí los alimentos necesarios para subsistir en el Más Allá. Las ofrendas, normalmente, se representaban sobre la superficie.

- El fragmento de relieve parietal con un personaje noble decorando su tumba[24] (1307–1196 a. C.): Desde el Imperio Antiguo, las paredes de las capillas de culto fueron ocupadas por representaciones pintadas o en relieve. En este caso, un personaje vestido con la indumentaria típica del visir, está decorando la que parece ser su propia tumba. Con la mano izquierda sujeta un elemento de difícil identificación y bajo la silla, se encuentra otro, interpretable como un contenedor de papiros.

- La mesa de ofrendas de terracota (1191-1640 a. C.): Las mesas de ofrendas, normalmente colocadas en el interior de las capillas de culto ante la estela falsa-puerta, servían de soporte a los alimentos sólidos y líquidos que el culto funerario aseguraba a los difuntos.

- El cono funerario del Jefe de los Cerveceros y de los Corrales de Amón (1550-1070 a. C.): El cono funerario es un producto típicamente tebano. Se han encontrado numerosos ejemplares asociados a las tumbas privadas, desconociéndose con precisión su función exacta. Los textos más habituales que muestran suelen citar los nombres y los títulos de personajes importantes.

### El culto en los templos
El templo egipcio fue concebido como la casa de los dioses, una morada adecuada para su adoración. El ser humano debía mantener el orden cósmico, demostrando su agradecimiento por habérsele permitido habitar en la tierra.
Piezas destacadas son:
- El relieve parietal con la representación del dios Amón (1550-1070 a. C.): Amón era el dios de lo invisible, de ahí que se le denominara 'el oculto'. En este bajorrelieve aparece entronizado y luciendo su característico tocado formado por dos largas plumas. Durante el Imperio Medio y Nuevo, Amón llegó a ser el dios legitimador del estado faraónico, protegiendo la autoridad real y el imperio.

- La representación de un faraón en forma de esfinge en piedra caliza[25] (332-30 a. C.): La esfinge egipcia suele interpretarse como el resultado de la integración de dos poderes: por un lado la fuerza y el vigor que proporciona el cuerpo del león y, por el otro, el rango divino o regio aportado por la cabeza de faraón o de una divinidad. Este tipo de piezas solían utilizarse como objetivo votivo.

- La estela funeraria en madera[26] (1070 a. C.-715 a. C.): En esta estela se pueden identificar los dioses Re-Haractes y Atum, que reciben ofrendas por parte de la dama Taheru. En el texto de mayor longitud, se nombran algunos de sus familiares, su padre, el 'Padre divino de Amón, en Karnak', llamado Dyed-Hor, hijo de Tairy.

### Dioses de Egipto
Los antiguos egipcios adoraron a miles de dioses; quizá una de las facetas más características fuera el culto que rindieron a ciertos animales, reflejado claramente en sus creaciones artísticas. Estas divinizaciones siempre estaban relacionadas con algún proceso de observación de la naturaleza, transformando a estos seres en la encarnación de los dioses. Ejemplos de algunas piezas del museo son:
- La cabeza de babuino en caliza[27] (1550-1307 a. C.): estas representaciones de babuinos de grandes dimensiones frecuentemente ornamentaban los templos, pues se consideró que estos animales estaban íntimamente relacionados con el Sol. Esta creencia procedía de la observación de que estos monos gritan al amanecer, justo cuando el astro solar se eleva en el horizonte.

- La representación de la diosa Bastet[28] (664-525 a. C.): Los gatos fueron divinizados y considerados protectores, dada su capacidad para cazar animales dañinos (roedores, serpientes…). No obstante, la diosa Bastet no sólo tenía connotaciones amables y maternales, además podía transformarse en un ser iracundo y cruel, por lo que su carácter se confundía con el de Sacmis, la diosa leona de la guerra.

- El amuleto del toro Apis[29] (664-525 a. C.): diversos dioses egipcios podían encarnarse en el toro, aunque Apis llegó a ser el más poderoso y célebre. Cada año los sacerdotes seleccionaban al animal que consideraban la encarnación del dios, para finalmente ser momificado y enterrado con gran lujo. El culto a esta divinidad relacionada con la fertilidad y la fuerza fue especialmente intenso en las épocas más tardías.

- La estatua de la diosa Tueris[30] (715-332 a. C.): Esta curiosa divinidad con cuerpo de hipopótamo, pies y brazos de león, pechos humanos y cola de cocodrilo, fue la patrona de las mujeres durante el embarazo y el parto. Con su aspecto feroz, protegía a mujeres y niños de los seres malignos.

- Representación de la divinidad Horus de Buto[31] (715-332 a. C.): Hay numerosos aspectos del dios Horus que presentan substanciales diferencias desde el punto de vista iconográfico. Esta pieza es un ejemplo claro. El denominado Horus de Buto se representa con cuerpo humano masculino y cabeza de león. En la plataforma figura un texto dirigido a la diosa deltaica Uadyet.

## Exposiciones temporales e itinerantes
A partir de fondos propios o de otras entidades, el Museo Egipcio de Barcelona ha organizado un considerable número de exposiciones temporales de variada temática. Normalmente se han realizado por primera vez en la sede del Museo y han sido cedidas posteriormente a otras entidades:
- Sobre Egipto
  - Tutankhamón: Imágenes de un tesoro bajo el desierto egipcio, Museo Egipcio de Barcelona. Del 19 de diciembre de 1995 al 11 de febrero de 1996 (Itinerancias: 65). Se trata de una muestra fotográfica orientada especialmente al público familiar y escolar. Con ella se pretende transportar a sus visitantes a la historia del descubrimiento de a tumba del faraón Tutankamón, presentando a sus mayores protagonistas: Lord Carnarvon V, un noble inglés que financió la excavación y que se había iniciado en la arqueología como mero aficionado: y Howard Carter, el arqueólogo que buscó a Tutankamón por todos los rincones del Valle de los Reyes y que fue el verdadero artífice del descubrimiento.[32]
  - Presentación del Sarcófago de Djed-Montu-Iues-Anj, la Dama de la Casa. Saló del Tinell (Barcelona), del 20 al 24 de abril de 1995.
  - Pasión por el antiguo Egipto: Egipto a través de las colecciones, Feria ArteBarna (Barcelona), del 7 al 15 de febrero de 1998.
  - Faraón de Egipto: Reyes de la Eternidad, Fundación Caja Granada, del 9 de diciembre de 1998 al 23 de enero de 1999.
  - Tauy: Las dos tierras de Egipto, Museo Egipcio de Barcelona, del 14 de junio de 2001 al 15 de julio de 2001.
  - La momia de oro: El retorno a la vida, Museo Egipcio de Barcelona, del 26 de octubre de 2001 al 7 de abril de 2002.
  - Nilo: Sagrado y profano, Museo Egipcio de Barcelona, del 13 de mayo de 2002 al 30 de junio de 2002.
  - La mirada de Nefertiti, Museo Egipcio de Barcelona, del 19 de febrero de 2003 al 27 de abril de 2003.
  - Damas del Nilo: Mujeres y diosas del antiguo Egipto, Museo Egipcio de Barcelona, del 12 de mayo de 2004 al 1 de noviembre de 2004.
  - Egipto: El paso a la eternidad (Desde el año 2005 al 2009, 4 itinerancias: Museo Nacional de Colombia, Centre Cultural Caixa Terrassa, Museu Arqueològic i d’Història d’Elx, Centre d’Art d’Escaldes-Engordany). Formada por setenta y tres piezas del Museo Egipcio de Barcelona. Fue diseñada especialmente para el Museo Nacional de Colombia, siendo la primera exposición de temática faraónica realizada en este país.
  - Joyas de Faraones: Tesoros de magia, poder y belleza, Museo Egipcio de Barcelona, del 10 de marzo de 2005 al 10 de septiembre de 2005.
  - Orfebrería Egipcia y diseño Contemporáneo, Museo Egipcio de Barcelona, del 20 de junio de 2005 al 1 de septiembre de 2005.
  - Palabras divinas: de los jeroglíficos a la egiptología, Museo Egipcio de Barcelona, del 9 de noviembre de 2005 al 1 de septiembre de 2006 (Itinerancias: 1).
  - Sarcófagos del Antiguo Egipto: Jardineros de Amón en el valle de las reinas, Museo Egipcio de Barcelona, del 13 de marzo de 2008 al 13 de abril de 2009.
  - Secretos del Museo Egipcio, Museo Egipcio de Barcelona, del 20 de julio de 2010 al 30 de diciembre de 2010.
  - Moda y belleza en el antiguo Egipto, Museo Egipcio de Barcelona, del 20 de octubre de 2011 al 20 de julio de 2012.
  - Tutankhamón: Historia de un descubrimiento, Museo Egipcio de Barcelona, del 30 de noviembre de 2012 al 31 de mayo de 2013.

- Sobre otras culturas
  - El Secreto del Tíbet: Desvelando la civilización del techo del mundo, Museo Egipcio de Barcelona, del 14 de diciembre de 2000 al 27 de mayo de 2001 (Itinerancias:1). La exposición pretende presentar al Tíbet como un pueblo en sus diferentes variantes culturales, históricas y religiosas, donde se encuentran curiosidades completamente desconocidas por el gran público. Su objetivo principal es dar a conocer, de una manera clara y rigurosa, los aspectos más relevantes de la cultura tibetana, acercando a los visitantes las líneas básicas en las que se fomenta esta civilización tan fascinante.[33]
  - Mirando a los dioses: la vida cotidiana en Amerindia, Museo Egipcio de Barcelona, del 21 de octubre de 2004 al 15 de diciembre de 2004. (Itinerancias: 4).
  - Mosaicos romanos de Siria: pintura de piedra, Museo Egipcio de Barcelona, del 16 de noviembre de 2006 al 1 de septiembre de 2007 (Itinerancias: 6).
  - Esqueletos enfermos: una visión de la enfermedad a través del tiempo, Museo Egipcio de Barcelona, del 5 de febrero de 2009 al 30 de septiembre de 2009.
  - Arte funerario precolombino: la pasión de Tórtola Valencia, Museo Egipcio de Barcelona, del 12 de diciembre de 2009 al 30 de mayo de 2010. (Itinerancia: 1).

## Servicios

### Biblioteca
La Biblioteca del Museo Egipcio de Barcelona posee un fondo bibliográfico con más de 10 000 documentos que datan desde el siglo XVI hasta nuestros días.
De hecho, se conservan algunas obras que constituyen auténticas joyas de coleccionista, como la edición completa de la Description de l’Égypte, surgida de la expedición napoleónica por tierras egipcias a finales del siglo XVIII y correspondiente a la segunda edición impresa en París entre los años 1821 y 1829; siendo uno de los pocos que hoy en día se pueden encontrar completos.
Esta obra está formada por 11 volúmenes de láminas con 837 grabados que llegan a medir más de un metro y 42 volúmenes de textos, constituyendo la base sobre la que se ha construido la Egiptología. En ella se documentan los monumentos faraónicos encontrados a lo largo de la expedición, incluyendo estudios sobre fauna, flora, mineralogía, geografía y etnografía. También destaca un ejemplar de la primera edición de la obra de A. Kircher, Produmus Coptus sive Aegyptiacus, de 1636 – precisamente la publicación más antigua de las conservadas en la Biblioteca del Museo Egipcio de Barcelona. Es de interés sobresaliente ya que en ella se recogen los primeros intentos de la egiptología por descifrar los jeroglíficos.
Otro documento de excepcional importancia que contiene la Biblioteca es una carta manuscrita dirigida por el egiptólogo italiano Ippolito Rosellini a su maestro y colega Jean-François Champollion. En una de sus caras aparece el destinatario (Monsieur le Chevalier J.F. Champollion Jeune à Grenoble) y los sellos postales de los servicios de correos italiano y francés; en la otra, ligeramente deteriorada por la retirada del sello lacrado, es apreciable el sello con la fecha de llegada a Grenoble (15 de octubre de 1826).
La biblioteca, además, se encuentra suscrita a un gran número de revistas y boletines publicados por las entidades egiptológicas más prestigiosas del mundo, manteniendo su fondo documental en constante crecimiento. En ella se realizan las tareas propias de documentación, conservación, servicio de préstamo y consulta, habiéndose convertido en un importante instrumento para la investigación y estudio del Egipto faraónico.

### Programa didáctico infantil y juvenil
El Programa Didáctico ha sido diseñado con la intención de introducir a los niños y adolescentes en el conocimiento de la civilización faraónica, de transmitirles el respeto y la pasión por la historia y de motivarles para que ellos mismos continúen con su propia investigación.
Por tanto, las actividades que comprende este programa parten de una visita comentada a las instalaciones del museo que se complementa con la realización de talleres, donde los alumnos (desde infantil hasta educación secundaria) pueden obtener un grado de conocimiento más completo sobre determinados aspectos de la civilización faraónica, como sería el caso de la momificación, la escritura jeroglífica, el arte y los colores, el faraón y la sociedad y la mitología de los antiguos egipcios. En estos talleres reciben material didáctico diseñado por el Museo Egipcio de Barcelona basado en el marco escolar y las características de cada etapa formativa.
El Museo Egipcio de Barcelona ofrece también un amplio programa de actividades infantiles y juveniles durante la época no lectiva.

### Programa de Estudios
El Programa de Estudios es una propuesta hecha con el objetivo de difundir las civilizaciones del pasado: el antiguo Egipto, la América Precolombina, el Mundo Clásico, la Prehistoria, el Mundo Hebreo y el Próximo y Lejano Oriente.
Con ello se pretende facilitar la introducción y la ampliación de conocimientos a través de cursos de divulgación general, cursos para adultos (de duración semestral con temas que varían cada temporada), cursos especializados para alumnos que han finalizado el máster de la Escuela de Egiptología, foros literarios, seminarios y otras actividades culturales impartidas por especialistas.
Además, se ofrecen dos propuestas para el fin de semana: Los “Sábados Temáticos” (desarrollada en el Hotel Balmes, en donde se incluyen dos conferencias y un debate con desayuno y almuerzo) y en domingo, en el Hotel Astoria, el “Desayune con…”, una conferencia sobre un destacado protagonista de la historia, precedida de un suculento desayuno.

### Escuela de Egiptología
Tras dar formación continua durante años a un gran número de alumnos muy interesados por la cultura del Antiguo Egipto, surgió el reto de diseñar y desarrollar unos estudios de Egiptología de ciclo superior equiparables a los másteres y doctorados impartidos en otros países europeos, inexistentes en el nuestro.
Por tanto, la Escuela de Egiptología nació en el año 2000 como el primer centro privado de enseñanza egiptológica superior en España, otorgando un Diploma y un máster en Lengua, Historia y Cultura del Antiguo Egipto.
En estos estudios, el profesor-tutor es una pieza fundamental, ya que examina con el candidato todas sus circunstancias y le propone un plan de estudios individualizado. Finalmente, es él quien indica cuándo un alumno puede presentarse a los exámenes de diversas materias.
Los estudiantes tienen acceso al fondo documental depositado en la Biblioteca de la Fundación Arqueológica Clos y pueden aproximarse al estudio directo de los objetos arqueológicos que configuran el fondo del Museo Egipcio de Barcelona.
La formación se completa con un viaje a Egipto al final de cada ciclo. Además, las promociones que ya han finalizado sus estudios en la Escuela cuentan con una actividad específica bajo el formato de Seminarios de Estudios Avanzados, cursos específicos de grado superior impartidos por especialistas reconocidos internacionalmente.
Tradicionalmente, se cuenta con la presencia del Presidente de la Generalidad de Cataluña en los actos de entrega de los títulos de Diploma y máster, lo que brinda un reconocimiento relevante a la Escuela de Egiptología.

### Campus arqueológico
El Campus Arqueológico, situado en la localidad de Palau-solità i Plegamans (a 20 kilómetros de Barcelona), se inauguró en abril del 2002 con el objetivo de dar a conocer al público en general y a los escolares en particular, la metodología de una excavación arqueológica. Para ello, el equipo técnico del Museo Egipcio de Barcelona ha recreado tres arqueoespacios que reproducen diversos yacimientos egipcios a escala real, posibilitando el desarrollo de la investigación, del descubrimiento y del trabajo en equipo, además de promover el conocimiento del Antiguo Egipto a través de la arqueología.
Los participantes experimentan todos y cada uno de los pasos que se dan en una excavación real, desde la topografía de la zona, la cuadriculación del yacimiento, la excavación por estratos, la documentación de los hallazgos en fichas reales de excavación, la fotografía y el dibujo arqueológico; así como la elaboración de un diario de excavación - en el caso de actividades de larga duración.
Los tres yacimientos recreados por el equipo técnico del Museo Egipcio de Barcelona son la Necrópolis del Predinástico (4000-3200 a. C.) con seis tumbas de fosa que contienen cada una de ellas una momia y todo un ajuar funerario; la Tumba del Imperio Nuevo –correspondiente a la dinastía XVIII – que reproduce un enterramiento familiar donde se encuentran distintas generaciones con todo el equipamiento funerario propio de ese periodo; y, por último, la réplica de la Tumba original de Sennedyem – un artesano que trabajó en el Valle de los Reyes durante los reinados de Seti I y Ramsés II.
Igualmente, el Campus Arqueológico brinda la posibilidad de hacer colonias de verano, donde los jóvenes desarrollan un programa completo que incluye la excavación de yacimientos arqueológicos, talleres de egiptología, clases de inglés, talleres de teatro de temática faraónica y diversos juegos. Además, los fines de semana tiene lugar la actividad “Arqueólogos por un día” para las familias o los grupos de amigos.

## Actividades de investigación

### Misiones arqueológicas
La Fundación Arqueológica Clos – Museo Egipcio de Barcelona financia, incentiva y promueve una labor de investigación mediante una serie de misiones arqueológicas.

#### Investigaciones arqueológicas en el yacimiento deKom el-Ahmar, Sharuna (Egipto Medio) 2006-2012[41]
Fruto de la colaboración entre la Fundación Arqueológica Clos y el Instituto Egiptológico de la Universidad de Tübingen, Alemania. El proyecto tiene como objetivo la excavación y el estudio del sector sur de la necrópolis del Imperio Antiguo y de la ocupación copta en Deir el Qarabin, ambos yacimientos situados en la zona de Al Kom el-Ahmar, próxima a la actual ciudad de Sharuna (60 km al norte de Minia). Kom el-Ahmar fue la capital del 18.º nomo del Alto Egipto.

#### Proyecto de excavación y restauración de laPirámide de Meidum(Egipto) 1997-2004[42]
En colaboración con la Universidad Autónoma de Barcelona y la Universidad Politécnica de Cataluña, la Fundación Arqueológica Clos trazó un complejo proyecto de intervención arqueológica en Meidum basado en la elaboración de un mapa topográfico general del yacimiento y una prospección sistemática de un proyecto de restauración de las mastabas número 16 y 17, correspondientes a la tumba del príncipe Nefermaat y su esposa Itet.

#### Proyecto de excavación “En busca de los Faraones negros” (Sudán) 1995-1996[43]
En 1995, la Fundación Arqueológica Clos excavó en Dyebel Barkal (Karima), yacimiento arqueológico situado a la altura de la cuarta catarata. Como resultado de las prospecciones, se localizó una tumba real y varias tumbas privadas que fueron excavadas y debidamente documentadas.

#### Proyecto de excavación catalano-egipcia enOxirrinco(El Bahnasa, Egipto) 1992-1994[44]
Entre 1992 y 1994, la Fundación Arqueológica Clos participó junto con la Universidad de Barcelona en la ejecución de las tres primeras campañas arqueológicas en el yacimiento de Oxirrinco, situado a unos 180km. al sur de El Cairo. Los trabajos de excavación se centraron en la necrópolis Saíta y en la documentación de diversos elementos arquitectónicos de la ciudad grecorromana.

### Proyectos de Investigación
El compromiso de la Fundación Arqueológica Clos – Museo Egipto de Barcelona con el arte y la cultura antigua ha permitido que se desarrolle una tarea de investigación de forma paralela al resto de propuestas.
Dentro de todos los trabajos, cabe destacar el de investigación y restauración de piezas del museo, cuyos resultados suelen estar publicados en monografías o revistas especializadas.
De entre todos los proyectos, el más significativo es el estudio interdisciplinar realizado a la momia romana conocida como “La dama de Kemet”. El trabajo se inició el año 1998 bajo la dirección del doctor Félix Escalas (Hospital Quirón Barcelona) y tuvo continuidad en 2004 bajo la dirección del doctor Albert Isidro (Hospital Universitario Sagrat Cor).
Los objetivos de ambos estudios eran evaluar la salud y las causas de la muerte de “La Dama de Kemet”, así como obtener el ADN mitocondrial. A partir de la Tomografía Axial Computarizada (TAC), el doctor Wesly Neville, especialista en medicina forense de los Estados Unidos., realizó la reconstrucción facial de “La Dama de Kemet”. Con ello se demostró la relación entre el retrato del personaje (colocado sobre la cabeza de la momia) y los restos humanos conservados.
Además, se pudo conocer que la dama tenía unos 15-16 años en el momento de su muerte, edad que correspondería a una mujer recién casada. Medía unos 160 cm y su estructura era esbelta, de rasgos finos. Fue momificada de forma sofisticada para la época en que vivió, como se aprecia por la técnica empleada y la decoración del recubrimiento de estuco. Por ello podemos deducir que perteneció a una clase correspondiente a la alta burguesía.
El proyecto de la “Dama de Kemet” no ha sido, sin embargo, el único. En febrero de 2003, el Museo Egipcio de Barcelona restauró la mortaja de un egipcio llamado Bes, permitiendo la recuperación de una obra que prácticamente podría haberse dado por perdida.
El fragmento de mortaja se halla incompleto, en un formato equiparable al de una “L” invertida - cuando en origen debería haber tenido forma rectangular. El elemento central es la figura del difunto osirizado, una imagen que estuvo flanqueada por dos registros verticales delimitados por líneas negras, que contienen jeroglíficos pintados también en negro. Por tanto, la posible propuesta de restitución pasaría por seguir el criterio de que predominaba la composición simétrica de los elementos representados en la mortaja.
Otro proyecto fue el trabajo de apertura y restauración-conservación del Papiro de la Dama Bary, el cual estuvo a cargo de Doménech Palau y Tana Andrades. Estos lograron obtener un largo fragmento de papiro (unos 4 metros) a partir de tres gruesas piezas de papiro enrollado, que fue el estado en el que ingresó en el Museo Egipcio de Barcelona en 2002.
A partir de ahí, fue posible determinar el nombre de su propietaria, una señora llamada Bary, y la reconstrucción hipotética de la pieza. Se trataba del capítulo 168B del Libro de los Muertos, un fragmento de excepcional rareza ya que no está integrado en las cuatro secciones en las que se agrupan los casi 200 capítulos que componen el elenco completo del Libro de los Muertos.

### Publicaciones
Un ámbito importante de la Fundación Arqueológica Clos – Museo Egipcio de Barcelona son las publicaciones: los libros especializados, las revistas de difusión general y los catálogos de exposiciones temporales.
La revista Arqueoclub da a conocer, tanto al gran público como a un lector más especializado, las actividades culturales que lleva a cabo la Fundación Arqueológica Clos.
Algunas de las obras que la Fundación ha editado o en las que ha participado:
- Gonzálvez, Luis Manuel (1999-2005), Ruta Arqueológica por Egipto.
- Herrero, Alexandre (1999), Faraones de Egipto, reyes de Israel.
- López Grande, Mª José (2000), Culturas del Valle del Nilo.
- Pujol, Rosa (2000), Mil millas Nilo arriba.
- Berenguer, F. (dir.) (2001), En busca de los faraones negros.
- Martínez Babón, Javier (2003), Historia Militar de Egipto durante la Dinastía XVIII.
- López Grande, Mª José (2003), Damas aladas del antiguo Egipto.
- Castro, Núria (2003), La momia de oro. El retorno a la vida
- de Lara, Xavier (2005), Jardines y dioses egipcios.

También destacar los catálogos de exposición, los cuales son:
- Alay, Josep Lluís (2000), El secreto del Tíbet, desvelando la civilización del techo del mundo.
- Castro Jiménez, Nuria (2003), La Momia de Oro.
- Varios Autores (2004), Tutankhamón: imágenes de un tesoro bajo el desierto egipcio.
- Varios Autores (2004), Damas del Nilo.
- Varios Autores (2005), Joyas de faraones
- Buenacasa, Carles (2006), Mosaicos romanos de Siria.

## Expediciones culturales
La Fundación Arqueológica Clos – Museo Egipcio de Barcelona diseña expediciones por todo el mundo con el objetivo de difundir la cultura de la Antigüedad.
Por tanto, los participantes pueden conocer de forma directa el legado de las civilizaciones del pasado de la mano de expertos, ya sean arqueólogos, egiptólogos, orientalistas, africanistas…
Desde los inicios, se han realizado un gran número de expediciones a diferentes países. Algunos de los destinos son: Rusia, Israel, Turquía, Siria y Jordania, Armenia, Tíbet y Nepal, Egipto, Uzbekistán, Irán, Etiopía, Líbano, Rumanía, Creta y Santorini, Túnez, Vietnam y Camboya, Libia, Francia, Sri Lanka, Isla de Pascua, Grecia, Nepal y Bután, Polonia y Chipre.

### El Barco Escuela
El Barco Escuela es un viaje por Egipto concebido como un curso de aprendizaje, ya que durante la expedición se imparten conferencias exclusivas y visitas al pie de monumentos arqueológicos, museos u otros lugares de interés.

## Philae Theatrum
“Philae Theatrum” es la compañía de teatro amateur del Museo Egipcio de Barcelona, fundada en 1997 con la finalidad principal de divulgar de forma amena el conocimiento del Egipto faraónico a través de puestas en escena atractivas y rigurosas; combinando el aspecto lúdico, didáctico y artístico.
Todo comenzó en la antigua sede del Museo Egipcio de Barcelona, con la idea de hacer una actividad para el Club de Amigos; la cual pretendía recrear con imágenes y música el clásico espectáculo de “luz y sonido” representado originalmente ante el Templo de Isis en la isla de Philae. El resultado fue tan positivo, que un año después el grupo se constituyó con ese nombre, “el teatro de Philae”, un recuerdo a sus orígenes. Desde ese momento, varias han sido las obras que han llevado a escena, todas ellas de temática centrada en la cultura egipcia y siguiendo el rigor histórico a la hora de plasmarlas ante el público.
El director artístico de la compañía y autor de las obras es Jordi Garcés, el cual tiene una gran trayectoria en el mundo del espectáculo, habiendo trabajado en compañías teatrales como Eskakeig.
No hay que olvidar que el marco de las actividades desarrolladas por Philae Theatrum no se limita a las obras teatrales, sino que abarca desde lecturas dramatizadas, hasta audiovisuales; pasando por danza contemporánea y visitas dramatizadas en el Museo Egipcio de Barcelona.